# Julia Duffy
Julia Duffy (Minneapolis, 27 de junho de 1951), é uma atriz estadunidense. É conhecida pelos papéis em Drake & Josh, Newhart, Baby Talk e Designing Women.

## Filmografia
| Ano  | Título                            | Personagem               |
| ---- | --------------------------------- | ------------------------ |
| 2008 | Together Again for the First Time | Audrey Wolders Frobisher |
| 2008 | Wizards of Waverly Place          | Mrs. Angela              |
| 2006 | 7th Heaven                        | Mrs. Porter              |
| 2005 | The Suite Life of Zack & Cody     | Martha Harrington        |
| 2004 | Drake & Josh                      | Mrs. Hayfer              |
| 2001 | Reba                              | Mrs. Hodge               |
| 1999 | Sabrina, the Teenage Witch        | Mr. Kraft's Ex-Wife Lucy |
| 1993 | The Mommies                       | Barb Ballantine          |
| 1991 | Designing Women                   | Allison Sugarbaker       |
| 1982 | Newhart                           | Stephanie Vanderkellen   |
| 1982 | Cheers                            | Robecka                  |
| 1980 | Battle Beyond the Stars           | Mol                      |

## Prêmios
| Prêmio                         | Ano  | Categoria                                                            | Trabalho                     | Result   | Ref.  |
| ------------------------------ | ---- | -------------------------------------------------------------------- | ---------------------------- | -------- | ----- |
| American Comedy Awards         | 1987 | A protagonista feminina mais engraçada de uma série de comédia       | Newhart                      | Indicado |       |
| Golden Globe Awards            | 1988 | Melhor Atriz Coadjuvante – Série, Minissérie ou Filme para Televisão | Newhart                      | Indicado | [ 2 ] |
| IRNE Awards                    | 2014 | Melhor Atriz Coadjuvante                                             | Guess Who’s Coming to Dinner | Indicado | [ 3 ] |
| Primetime Emmy Awards          | 1984 | Melhor Atriz Coadjuvante em Série de Comédia                         | Newhart                      | Indicado | [ 4 ] |
| Primetime Emmy Awards          | 1985 | Melhor Atriz Coadjuvante em Série de Comédia                         | Newhart                      | Indicado | [ 4 ] |
| Primetime Emmy Awards          | 1986 | Melhor Atriz Coadjuvante em Série de Comédia                         | Newhart                      | Indicado | [ 4 ] |
| Primetime Emmy Awards          | 1987 | Melhor Atriz Coadjuvante em Série de Comédia                         | Newhart                      | Indicado | [ 4 ] |
| Primetime Emmy Awards          | 1988 | Melhor Atriz Coadjuvante em Série de Comédia                         | Newhart                      | Indicado | [ 4 ] |
| Primetime Emmy Awards          | 1989 | Melhor Atriz Coadjuvante em Série de Comédia                         | Newhart                      | Indicado | [ 4 ] |
| Primetime Emmy Awards          | 1990 | Melhor Atriz Coadjuvante em Série de Comédia                         | Newhart                      | Indicado | [ 4 ] |
| Viewers for Quality Television | 1986 | Melhor Atriz Coadjuvante — Série de Comédia                          | Newhart                      | Venceu   |       |
| Viewers for Quality Television | 1987 | Melhor Atriz Coadjuvante — Série de Comédia                          | Newhart                      | Venceu   |       |
| Viewers for Quality Television | 1988 | Melhor Atriz Coadjuvante — Série de Comédia                          | Newhart                      | Venceu   |       |